# Речная улица (Казань)
Речная улица — улица в историческом районе Адмиралтейская слобода Кировского района Казани. Проходя вдоль старого русла Казанки, заканчивается недалеко от Горбатого моста.

## История
Возникла до революции и не имела на тот момент единого названия (Набережная Казанки, Односторонка реки Казанки). На 1912 год улица имела не менее 9 домовладений (2 каменных, остальные деревянные) из которых 3 принадлежали мещанам, 2 — крестьянам, по одному дому принадлежало военному, купцу и титулярному советнику, ещё один дом принадлежал торговому дому наследников И.В. Александрова.  В раннесоветский период за улицей закрепилось название Набережная Казанки (для отличия от одноимённой улицы в центре Казани использовалось название Набережная Казанки Адмиралтейская), в 1936 году переименована в Речную. Тогда же, в 1930-е годы в северной части улицы была построена галантерейная фабрика НКМП ТАССР.
В 1950-е годы один из участков по улице был выделен Казанскому льнокомбинату под постройку стадиона, однако этот участок не был им освоен. В 1960-м году на участке улицы севернее Горбатого моста был возведён жилой квартал для сотрудников текстильно-галантерейной фабрики, один из которых имеет адресацию по улице.
В 1990-е годы часть домов улицы была снесена по республиканской программе ликвидации ветхого жилья.

## Объекты
- № 13 — жилой дом текстильно-галантерейной фабрики[1].